# جيراردو فرنانديز (دراج)
جيراردو فرنانديز (بالإسبانية: Gerardo Fernández)‏ هو دراج أرجنتيني، ولد في 29 مارس 1977 في Lobería ‏ في الأرجنتين.

## وصلات خارجية
- جيراردو فرنانديز على موقع الاتحاد الدولي للدراجات (الإنجليزية)
- جيراردو فرنانديز على موقع أرشيف الدراجات (الإنجليزية)
- جيراردو فرنانديز على موقع نسبة الدراجات (الإنجليزية)